# Juris Laizāns
Juris Laizāns (Riga, 6 de janeiro de 1979) é um ex-futebolista letão que atuava como volante. É atualmente olheiro do Krasnodar.

## Carreira em clubes
Após jogar por Beikas Riga e FK Tukums 2000, chegou ao Skonto em 1997 e permaneceu na equipe durante 4 temporadas.
Em 2001, Laizāns assinou com o CSKA Moscou. Em 5 anos de clube, foi mais utilizado ate 2003, perdendo espaço até sair em 2005 para outra equipe da capital russa, o Torpedo, disputando apenas 9 partidas.
Outros clubes russos em que Laizāns atuou foram Rostov, Kuban Krasnodar, Shinnik Yaroslavl, Salyut Belgorod e Fakel Voronezh, enquanto em seu país defendeu RFS/Olimps e Ventspils, além de ter outras 3 passagens pelo Skonto (2010, 2011 e 2012–14) antes de se aposentar em abril de 2014, voltando à Rússia pouco depois, agora como olheiro do Krasnodar e paralelamente atuando pelo GNS-Spartak Krasnodar no futebol amador, se aposentando definitivamente dos gramados em 2015.

## Carreira internacional
Pela Seleção Letã, o volante estreou em fevereiro de 1998, num amistoso contra a Geórgia.
O momento mais destacado de Laizāns em nível internacional foi quando disputou a Eurocopa de 2004, único torneio disputado pelo seu país até hoje. Atuou nas 3 partidas da equipe, que caiu ainda na primeira fase ao lado da Alemanha.
Sua despedida da seleção foi em setembro de 2014, em jogo válido pelas eliminatórias da Eurocopa de 2016, contra o Cazaquistão. Com 113 jogos, é o terceiro jogador que mais atuou pela Letônia, e o quarto maior artilheiro da equipe, empatado com Marians Pahars (15 gols).
Entre os recordistas de jogos por seleções, figura em 269º lugar, empatado com outros 13 jogadores, entre eles Philipp Lahm (Alemanha), Rolando Fonseca (Costa Rica), Maya Yoshida (Japão), Ahmed Dokhi (Arábia Saudita) e Viktor Onopko (Rússia).

## Títulos
Skonto
- Virslīga: 1998, 1999, 2000
- Copa da Letônia: 1997, 1998, 2000
- Baltic League: 2010–11

CSKA Moscou
- Campeonato Russo: 2003, 2005
- Copa da Rússia: 2002, 2005
- Supercopa da Rússia: 2004
- Copa da UEFA: 2004–05

Seleção Letã
- Copa Báltica: 2003, 2008